# Ariolimax columbianus
Ariolimax columbianus, wegen ihrer meist leuchtend gelben Farbe auch Bananenschnecke genannt a), ist eine landbewohnende Nacktschnecke aus der Familie der Ariolimacidae in der Unterordnung der Landlungenschnecken (Stylommatophora). Sie kommt nur an der Pazifikküste Nordamerikas vor. Neben den namengebenden gelbgefärbten Exemplaren gibt es regional auch braune oder grüne Varietäten. Häufig sind auch braun gefleckte Tiere. Mit bis zu 26 cm Länge ist es die größte Art der Gattung Ariolimax.

## Merkmale
Ariolimax columbianus erreicht ausgestreckt bis zu 26 cm Länge (Mead). Die Grundfarbe variiert von olivgrün, dunkelgelbgrün, ockerfarben, ockergelb bis graugrün mit allen Abstufungen dazwischen. Die Tiere können dunkelbraun bis schwarz gefleckt sein, die Flecken können aber auch völlig fehlen. Die Fleckendichte reicht von einem einzigen zentralen Fleck auf dem Mantel über viele kleine Flecken, unregelmäßig geformt große Flecken, die sich miteinander verbinden können bis zu fast völlig schwarzen (verdunkelten) Tieren. 
Im zwittrigen Geschlechtsapparat ist der keulenförmige, robuste Penis permanent etwas ausgestülpt. Die Penishülle ist dünnwandig und intern mit Längsfalten versehen. Der Apex ist flach gerundet, der Durchmesser nimmt zur Mündung in das Atrium (Vorhof der Geschlechtsöffnung) hin auf weniger als die Hälfte ab. Der Samenleiter ist vergleichsweise kurz, im unteren Teil ist der Samenleiter sehr dünn; der Durchmesser nimmt im oberen Teil auf etwa die doppelte Dicke zu. Der Samenleiter mündet oben auf dem Apex. Der eher bandförmige Penisretraktormuskel setzt ebenfalls exakt und sehr breit auf dem Top des Apex an. Er umgibt den Eintritt des Samenleiters in den Penis. Die Vagina ist kurz und verläuft ziemlich gerade. Der untere Teil ist dünnwandig, der obere Teil bis zur Einmündung des Samenblasenleiters dünnwandig. Die beiden Teile der Vagina sind durch einen kleinen, kräftigen Ringmuskel voneinander getrennt. An den oberen Teil der Vagina und an den unteren Teil des Eileiters setzt ein Retraktormuskel an. Die Samenblase (Spermathek) ist vergleichsweise klein mit einem sehr kurzen Stiel. Der freie Eileiter ist lang und sehr weit und bildet etliche Schlingen. Das Atrium ist sehr flach.

### Ähnliche Arten
Die Geschlechtsapparate von Ariolimax columbianus und Ariolimax stramineus zeigen einige Übereinstimmungen, aber auch einige deutliche Unterschiede. Die anderen Arten der Gattung Ariolimax unterscheiden sich sehr deutlich in den Geschlechtsapparaten. Die Arten der Bananenschnecken sind aber nach äußeren Merkmalen nur schwer zu unterscheiden. Bei Ariolimax columbianus ist der Penis etwas dicker, der Penisretraktormuskel setzt breit auf dem Top des Apex an und umschließt den Eintritt des Samensleiters in den Penis. Bei Ariolimax stramineus tritt der Samenleiter neben dem Retraktormuskel in den Penis ein. Die Vagina ist bei Ariolimax columbianus etwas weiter, vor allem sind oberer und unterer Teil durch einen kleinen kräftigen Ringmuskel getrennt, der bei Ariolimax stramineus fehlt. Der Stiel der Samenblase ist bei Ariolimax columbianus dagegen kürzer. Bei Ariolimax stramineus ist dafür der freie Eileiter wesentlich kürzer und kann wegen dieser Kürze auch nicht in Schlingen gelegt sein.

## Geographische Verbreitung und Lebensraum
Das Verbreitungsgebiet von Ariolimax columbianus erstreckt sich an der nordamerikanischen Westküste vom Salinas Valley im Süden, Tuolumne County weiter landeinwärts an der Sierra Nevada bis nach Sitka in Alaska. In der Sierra Nevada steigen sie bis auf über 1000 m über Meereshöhe.
Sie leben in erster Linie am Boden und bis etwa 20 m über dem Grund auf Bäumen in den feuchten Mammutbaumwäldern, die sich an der Küste Nordamerikas entlang ziehen.

## Lebensweise
Die Tiere ernähren sich von Früchten und Pilzen. Viele Samen und Sporen können den Verdauungstrakt unbeschadet überstehen; die Schnecken tragen somit zur Verbreitung von Pflanzen bei. Gelegentlich fressen sie auch Aas und Tierkot. Sie sind gewöhnlich nachtaktiv. Nur in den kühleren Wintermonaten kann man sie an regnerischen Tagen auch tagsüber finden. 
Geschlechtsreife Tiere hinterlassen mit der Schleimspur Botenstoffe, die potentiellen Geschlechtspartnern die Geschlechtsreife signalisieren. Die Tiere brauchen dann nur der Schleimspur zu folgen und treffen so auf einen Geschlechtspartner. Vor dem eigentlichen Geschlechtsakt knabbern die Partner jeweils an der Schleimschicht des anderen. Die Paarung findet dann gewöhnlich in der Nacht statt. An der Küste paaren sich die Tiere das ganze Jahr über. Die Paarung kann über zwölf Stunden dauern. Dabei wird von beiden Partnern jeweils der Penis ausgestülpt und in die Vagina des anderen eingeführt. Die Muskulatur der Vagina ist gewöhnlich sehr kräftig und kann den Penis quasi in der Vagina festhalten. Das Sperma wird in Form von Ballen übertragen. Am Ende der Paarung wird der Penis zurückgezogen und wieder eingestülpt. In etwa fünf Prozent der Fälle kann ein eigenartiges Verhalten eines Geschlechtspartners beobachtet werden. Er knabbert mit Hilfe der Raspelzunge (Radula) nach der Übertragung der Samenpakete den noch in der Vagina steckenden Penis des anderen Partners ab (auch Apophallation genannt) und frisst ihn auf. Der Penis kann nicht regeneriert werden.
Das Sperma kann für eine Weile in der Samenblase aufbewahrt werden, das heißt, die später reifenden Eier können noch nach Wochen mit dem Sperma befruchtet werden. Es werden bis zu 30 Eier in einem Gelege unter Totholz, Laub etc. abgelegt. Die Eier sind durchscheinend mit einer dünnen kalkigen Hülle. Sie sind annähernd rundlich und messen etwa 7 mm im Durchmesser. Die Jungtiere schlüpfen nach etwa drei bis acht Wochen. Zum Schlüpfzeitpunkt sind die Jungtiere farblos und bereits 15 bis 20 mm lang. Nach etwa einem Jahr sind sie geschlechtsreif. Sie werden ein bis sieben Jahre alt. 
In Zeiten großer Trockenheit kann Ariolimax columbianus eine Trockenruhe halten. Die Tiere graben sich tief in die Laubstreu ein, sondern eine dicke, schützende Schleimschicht ab und werden inaktiv. Sie halten auch eine Winterruhe, wenn die Temperaturen sehr niedrig sind.

## Taxonomie
Das Taxon wurde 1851 von Augustus Addison Gould 1851 als Limax Columbianus erstmals beschrieben. Die Art ist die Typusart der Gattung Ariolimax Mörch, 1860 durch Monotypie. Synonyme sind:
- Ariolimax columbianus maculatus Binney, 1890
- Ariolimax Columbianus forma niger Cockerell, 1891
- Ariolimax Columbianus forma typicus Cockerell, 1891
- Ariolimax steindachneri Babor, 1900

Die Gattung Ariolimax wird von manchen Autoren in zwei Untergattungen Ariolimax (Ariolimax) Mörch, 1860 und Ariolimax (Meadarion) Pilsbry, 1948 unterteilt. In dieser Gliederung wird Ariolimax columbianus in die Untergattung Ariolimax gestellt.

## Belege